# Libia (mitología)
En la mitología griega Libia (del griego antiguo: Λιβύη, Libye) es el nombre de la heroína epónima de las tierras libias. Las fuentes, aunque citan a varios personajes con el mismo nombre, las hacen difícilmente diferenciables. Las entradas abajo citadas se centrarán en los personajes llamados Libia; de citar a Libia de manera geográfica se especificará en el texto para obviar confusiones. 

## Eponimia de Libia
Según la visión geográfica de Estrabón y el mundo griego antiguo, Libia también corresponde con una de las tres partes en las que se dividía la ecúmene o hemisferio habitable. Como topónimo corresponde a la zona septentrional al oeste de Egipto y Etiopía. Las otras dos partes de la ecúmene eran Europa y Asia (comprendida primero como la región de Anatolia y más tarde con Asia occidental). Tzetzes explica que «el país de Libia debe su nombre a Libia hija de Épafo y Menfis, como afirman casi todos los historiadores». 
«La tierra que los encierra se divide, como hemos dicho, en tres. Y de ellas es Europa la que tiene una forma más variada, a Libia le ocurre lo contrario y Asia tiene una disposición más o menos intermedia entre ambas. Y todas tienen la causa de su variedad, o de su falta de ella, en la costa del mar Interior». 
Así en palabras de Heródoto, refiriéndose a la eponimia de las tierras: 
«Según la mayoría de los griegos, Libia tiene ese nombre por Libia, una mujer originaria de esa zona, en tanto que Asia recibe esa denominación por la esposa de Prometeo. Los lidios, sin embargo, reivindican como propio ese nombre, alegando que Asia se llama así por Asies, hijo de Cotis y nieto de Manes». 

## Hija de Océano
La primera mención de Libia en la mitografía clásica es la que nos proporciona Andrón de Halicarnaso, quien hace a Océano, titán y a la vez río epónimo que circunda el mundo, padre de al menos cuatro ninfas oceánides, todas en calidad de ninfas epónimas: Europa y Tracia, habidas por una tal Parténope, y también Libia y Asia, esta vez con Ponfólige, que parece ser un hápax. Aunque no se dan más datos acerca de este contexto, está claro que Andrón tenía una intención al menos etiológica.

Según Apolonio de Rodas, Libia tuvo de Tritón, un dios marino con culto en las tierras de Libia, varias ninfas que auxiliaron a los argonautas. No obstante el autor menciona a una de ellas, aunque no le da nombre. Se sobreentiende que esta Libia es hija de Océano pero no se especifica tal filiación en el texto. Esta Tritónide mantiene un diálogo con el argonauta Eufemo: 
«Soy de la estirpe de Tritón, nodriza de tus hijos, amigo, no hija tuya. Pues Tritón y Libia son mis padres. Pero déjame junto a las doncellas de Nereo, que habite en el mar cerca de Ánafe. Saldré después a los rayos del sol, bien dispuesta para tus descendientes».
En otra fuente se refiere a Libia como la esposa del titán Jápeto. El autor se refiere a la vinculación de los Japetónidas con diosas epónimas. En esta versión Asia es la esposa de Prometeo, hijo de Jápeto.

## Hija de Épafo
Quizás la versión más conocida de Libia es la que nos brinda Apolodoro en la Biblioteca, aunque sea una narración centrada en una pura genealogía. En la Descendencia de Ínaco, que corresponde al segundo libro de la Biblioteca, se nos habla de que Libia era hija de Menfis — náyade epónima e hija del dios fluvial Nilo — y de Épafo — hijo de Ío y de Zeus —. El mismo autor nos aclara que Libia «era epónima de ese país». A su vez de Libia y Poseidón nacieron dos hijos célebres: Agénor «que marchó a Fenicia donde reinó» y Belo «que permaneció en Egipto y fue rey». Aunque termina aquí la disertación sobre Libia, podemos apreciar que el autor también tenía intenciones geográficas para establecer su relato a partir de Libia. No obstante pocas líneas después se nos dice que Belo estableció a su hijo Dánao en las tierras de Libia. Juan Malalas dice, en cambio, que nacieron Agénor, Belo y un tal Enialio.
La narración de Apolodoro, especialmente en las genealogías, sigue directamente al Catálogo de mujeres de Hesíodo, donde toma primacía la unión de una mortal con un dios — y parece que esta sería la primera fuente en citar la unión de Poseidón y Libia . No se ha conservado mucha información al respecto de Libia, pero sí de sus descendientes. Tomando en cuenta que la tradición de Libia y sus hijos ya estaba establecida desde los autores antiguos, como Esquilo y Píndaro, se presupone que el esquema de la genealogía fue copiada de Hesíodo en la Biblioteca mitológica, al menos Libia como madre de Belo.
Higino, poeta latino tardío, también tiene una fábula en donde aparece Libia. En sus Fábulas se nos dice sucintamente que Júpiter ordenó a Épafo, a quien había engendrado de Ío, construir ciudades en Egipto y reinar allí. Primero fundó Menfis y después otras muchas. De su esposa Casiopea engendró a su hija Libia, de quien esa tierra recibió el nombre. De nuevo se nos vuelve a indicar que Libia era un personaje epónimo. Unas fábulas más adelante nos dice que Libia engendró con Neptuno (Poseidón) a Agénor y Belo, como establece la tradición común.
Como sucede con otros autores, la mención de Libia por el geógrafo Pausanias es escasa. El autor, hablando a propósito de Megara, dice que hay una acrópolis llamada Nisea. Bajando de la acrópolis está junto al mar el sepulcro de Lélege, del que dicen que vino de Egipto y fue rey, y que era hijo de Posidón y de Libia, la hija de Épafo. Desde Nisea se extiende una isla no grande, Minoa.
En la nómina de amantes de Zeus que aparece en los textos pseudoclementinos, se nos dice que con «Libea, la hija de Munantio, con la que engendró a Belo». El texto está corrupto pero se refiere a Libia en otra tradición; en esta versión interviene Zeus y no Poseidón, como estamos acostumbrados.

## Hija de Palamedes
Más adelante, y ya contradiciéndose, el autor nos dice que Libia era hija de Palamedes, y que con Mercurio (Hermes) tuvo a un tal Libis, del que nada más se sabe. Este episodio no es citado en ninguna otra fuente, por lo que no podemos saber si fue una invención del autor o en cambio se basó en un episodio a día de hoy perdido. No obstante H. I. Rose, en una de sus anotaciones a propósito de las Fábulas, nos aclara que Libia es hija de Épafo como suponíamos, y que probablemente Higino cometiese una errata (como es muy común en sus textos, llenos de versos corruptos y contradicciones sistemáticas).

## Consortes y descendencia
- Agénor (con Poseidón)[9]
- Belo (con Poseidón[9]o con Zeus)[16]
- Epimedusa (probablemente) — la madre de Telefasa;[18] a ésta se la llama «descendiente de Libia».[19]
- Lélege (con Poseidón)[15]
- Libis (con Hermes)[17]
- una hija innominada (con Tritón)[7]
- Lamia (con Belo)[20]